# 2008年夏季奥林匹克运动会中国摔跤队
参加2008年北京夏季奥林匹克运动会的中国摔跤队共计26人，其中运动员16人，官员与工作人员10人，领队周进强。摔跤是中国自2000年悉尼奥运会开始的参赛的项目，2004年雅典奥运会首次获得1枚金牌。

## 人员构成
运动员（16人）

男运动员（12人）：覃和、王强、斯日古楞、王赢、梁磊、焦华峰、盛江、李岩岩、常永祥、马三义、姜华琛、刘德利

女运动员（4人）：黎笑媚、许莉、许海燕、王娇
官员与管理人员（10人）

领队：周进强，副领队：董生辉 

教练员（6人）：许奎元、曲忠东、于涛、盛泽田、李国、尼克奇

医生：侯希贺，管理：袁海东

## 奖牌
| 摔跤比赛中国队所获奖牌 比赛地点：中国农大体育馆                                        |                    |         |                               |      |
| \| 常永祥 \| 男子古典式74公斤级 \| 8月12日 \| Vs格鲁吉亚马努恰尔·克维克利亚 \| 亚军 \| |                    |         |                               |      |
| 常永祥                                                                                 | 男子古典式74公斤级 | 8月12日 | Vs格鲁吉亚马努恰尔·克维克利亚 | 亚军 |

## 男子项目与成绩

### 男子古典式55公斤级
（2008年8月12日）男子古典式摔跤55公斤级中国有焦华峰参加该项目，1/8决赛被淘汰。

1/8决赛

焦华峰Vs格鲁吉亚拉沙·戈吉塔泽，技术得分以0：2被淘汰。

### 男子古典式60公斤级
（2008年8月12日）男子古典式摔跤60公斤级中国有盛江参加该项目，资格赛失败后复活赛胜2场，铜牌决赛对哈萨克斯坦努巴克特·田吉兹巴耶夫，以3:8失败名列第4位。

资格赛

盛江Vs阿塞拜疆维塔利·拉希莫夫，盛江1：5失败后进入复活赛。

复活赛第1轮

盛江Vs罗马尼亚欧塞比乌·扬库·迪亚科努，以3:1胜出。

复活赛第2轮

盛江Vs保加利亚阿尔缅·纳扎良，以3:1胜出。

铜牌决赛

盛江Vs哈萨克斯坦努巴克特·田吉兹巴耶夫，以3:8失败列第4位。

### 男子古典式66公斤级
（2008年8月13日）男子古典式摔跤55公斤级中国有李岩岩参加该项目，1/4决赛淘汰。

1/4决赛

李岩岩Vs哈萨克斯坦达尔汉·巴亚赫梅托夫 ，以6：11遭淘汰。 

### 男子古典式74公斤级
（2008年8月13日）男子古典式摔跤55公斤级中国有常永祥参加该项目，1/8决赛淘汰。 
1/8决赛

常永祥Vs保加利亚亚沃尔·亚娜基耶夫，以4：3胜出。

半决赛

常永祥Vs白俄罗斯奥列格·米哈伊洛维奇，常永祥胜出。

冠亚军决赛

常永祥Vs格鲁吉亚马努恰尔·克维克利亚，常永祥失败获得亚军。